# Аллапул
А́ллапул (англ. Ullapool, скотс Ullapool, гэльск. Ulapul) — небольшой город на севере Шотландии. Расположен в области Росс-энд-Кромарти округа Хайленд. Несмотря на свои небольшие размеры, город является самым крупным поселением в окру́ге и одним из главных центров туризма Шотландии.

## История
Город был основан Томасом Телфордом в 1788 году на восточном берегу морской бухты Лох-Брум как промысловый порт по добыче сельди. Гавань расположена в центре города по сей день, где также находятся пристань для яхт и паромная переправа. Паром ходит до города Сторновей на Гебридских островах. Многие открытия викторианской эпохи, способствовавшие развитию концепции тектоники плит земной коры, были сделаны именно здесь, и до сих пор в городе проводятся международные геологические конференции. В 1890-х годах парламент Великобритании принял решение о строительстве железной дороги от Аллапула до основной железнодорожной сети в городе Гарв, однако оно не было реализовано из-за недостаточного финансирования.

## Культура
Аллапул имеет репутацию музыкального и театрально-сценического центра Шотландии. В городе имеется небольшой музей (которому в своё время присуждались различные награды), расположенный в церкви Телфорда; центр искусств An Talla Solais с постоянно меняющимися выставками и семинарами; плавательный бассейн с фитнес-центром; и множество пабов (включая недавно обновленный паб Arch Inn на островах озера Брум, паб The Seaforth — победитель в номинации «Лучший паб 2007 года»), а также гостиницы, работающие по системе «номер плюс завтрак», например, недавно открытая Riverview, несколько ресторанов. Аллапул — это также центр любителей спортивной ходьбы, туризма и курортного отдыха, расположенный в красивейшей области Великобритании вдали от цивилизации. Ежегодно в мае здесь открывается книжный фестиваль, привлекающий множество писателей, пишущих как на английском, так и на гальском языке. В городе имеется театральный центр со своей труппой, который ежегодно принимает в гости актёров из других театральных коллективов со всего мира. Часто проводятся музыкальные фестивали, например, фестиваль гитарной музыки, и известнейший the Loopallu Music Festival, который собирает огромное количество зрителей и музыкальных коллективов со всего света.
Так же, в многопользовательском шутере от первого лица Team Fortress 2, Аллапул упоминается как родной город Тавиша Де Грута (Подрывника). А так же фигурирует в названии одного из его оружий "Аллапульское бревно".